# アルフレド・モラレス
アルフレド・モラレス（Alfredo Morales 、1990年5月12日 - ）は、ドイツ・ベルリン出身のプロサッカー選手。元アメリカ代表。ニューヨーク・シティFC所属。ポジションは、ミッドフィールダー。

## 経歴

### 生い立ち
ペルー・チンボテ出身でアメリカ国籍の父とドイツ人の母との間に生まれた。

### クラブ
2008年11月、レギオナルリーガに所属するヘルタ・ベルリンのリザーブチームで初出場。2010年、トップチームの夏季キャンプに参加した。ラファエルの負傷離脱に伴い、2010年12月5日のTSV1860ミュンヘン戦でトップチームデビューを果たした。試合には0-1で敗れた。
2013年5月17日、FCインゴルシュタット04と2年契約を結んだ。2013-14シーズン開幕戦のFCエルツゲビルゲ・アウエ戦でスタメン出場するも80分に退場処分を受けた。
2018年5月16日、フォルトゥナ・デュッセルドルフに移籍した。
2021年4月17日、ニューヨーク・シティFCに移籍した。

### 代表
モラレスは出身地であるドイツの他、父親の出身地であるペルー、市民権を持つアメリカの代表を選ぶことも出来た。
モラレス自身は当初父親の出身地であるペルーの代表を選ぶことを考え、ペルー代表監督のSergio Markariánも招集に前向きだった。 
2011年11月、アメリカ代表初招集。2013年1月29日に行われたカナダとの親善試合で、75分から途中出場し初キャップを記録。
2015年7月13日、2015 CONCACAFゴールドカップ・パナマ戦で公式戦初出場。